# La Trimouille
La Trimouille est une commune du Centre-Ouest de la France, située dans le département de la Vienne en région Nouvelle-Aquitaine.
Anciennes variantes orthographiques : La Trémoïlle, La Trémouille.

## Géographie

### Localisation
La Trimouille se situe dans l'est du département de la Vienne (à environ 14 km de Montmorillon), à la limite des départements de l'Indre et de la Haute-Vienne.

### Communes limitrophes
|              |                     | Liglet  |
| Journet      | La Trimouille       |         |
| Saint-Léomer | Brigueil-le-Chantre | Thollet |

### Géologie et relief
La région de La Trimouille présente un paysage de plaines vallonnées plus ou moins boisées, de bocages et de vallées.
Le terroir se compose :
- de vallées fluviales étroites et encaissées pour 10 % ;
- de groies superficielles pour 2 % sur les plaines calcaires (Les groies sont des terres du sud-ouest de la France, argilo-calcaires, peu profondes  - en général de moins de 50 cm d’épaisseur – et  plus ou moins riches en cailloux. Elles sont fertiles et saines et donc, propices à la polyculture céréalière mais elles s’assèchent vite ;
- de terres de brandes pour 81 % et de sols limoneux sur altérite pour 5 % sur les plateaux du seuil du Poitou ;
- de sols sur diorites pour 3 % et de sols sur granite à deux micas pour moins de 1 % sur les collines et les plateaux des massifs anciens.

### Hydrographie
La commune est traversée par 22 km de cours d'eau dont les principaux sont la Benaize sur une longueur de 12 km et l'Asse sur une distance de 3 km.

### Climat
Pour des articles plus généraux, voir Climat de la Nouvelle-Aquitaine et Climat de la Vienne.
Historiquement, la commune est exposée à un climat océanique du nord-ouest.  
En 2020, Météo-France publie une typologie des climats de la France métropolitaine dans laquelle la commune est exposée à un climat océanique altéré et est dans la région climatique  Poitou-Charentes, caractérisée par un bon ensoleillement, particulièrement en été et des vents modérés.
Pour la période 1971-2000, la température annuelle moyenne est de 11,8 °C, avec une amplitude thermique annuelle de 15,2 °C. Le cumul annuel moyen de précipitations est de 781 mm, avec 11,8 jours de précipitations en janvier et 6,9 jours en juillet. Pour la période 1991-2020, la température moyenne annuelle observée sur la station météorologique la plus proche, située sur la commune de Montmorillon à 14 km à vol d'oiseau, est de 12,5 °C et le cumul annuel moyen de précipitations est de 781,8 mm,. Pour l'avenir, les paramètres climatiques de la commune estimés pour 2050 selon différents scénarios d’émission de gaz à effet de serre sont consultables sur un site dédié publié par Météo-France en novembre 2022.

### Voies de communication et transports
La commune est traversée par la RD 675, qui la relie à Le Blanc, situé au nord à 20 km, et à Bellac, situé au sud à 41 km, ainsi que par la D 727, qui permet de rejoindre Montmorillon, à 14 km à l'ouest, et Bélâbre, à 14 km au nord-est.
Elle était également desservie par la ligne de chemin de fer déclassée de Montmorillon à Saint-Aigny - Le Blanc, avec la gare de La Trimouille (le bâtiment voyageurs est toujours présent).

## Urbanisme

### Typologie
Au 1er janvier 2024, La Trimouille est catégorisée commune rurale à habitat dispersé, selon la nouvelle grille communale de densité à sept niveaux définie par l'Insee en 2022.
Elle est située hors unité urbaine. Par ailleurs la commune fait partie de l'aire d'attraction de Montmorillon, dont elle est une commune de la couronne,. Cette aire, qui regroupe 18 communes, est catégorisée dans les aires de moins de 50 000 habitants,.

### Occupation des sols
L'occupation des sols de la commune, telle qu'elle ressort de la base de données européenne d’occupation biophysique des sols Corine Land Cover (CLC), est marquée par l'importance des territoires agricoles (88,7 % en 2018), en diminution par rapport à 1990 (90,3 %). La répartition détaillée en 2018 est la suivante : 
prairies (38,8 %), terres arables (28,3 %), zones agricoles hétérogènes (21,6 %), forêts (8,7 %), zones urbanisées (2,6 %). L'évolution de l’occupation des sols de la commune et de ses infrastructures peut être observée sur les différentes représentations cartographiques du territoire : la carte de Cassini (XVIIIe siècle), la carte d'état-major (1820-1866) et les cartes ou photos aériennes de l'IGN pour la période actuelle (1950 à aujourd'hui).

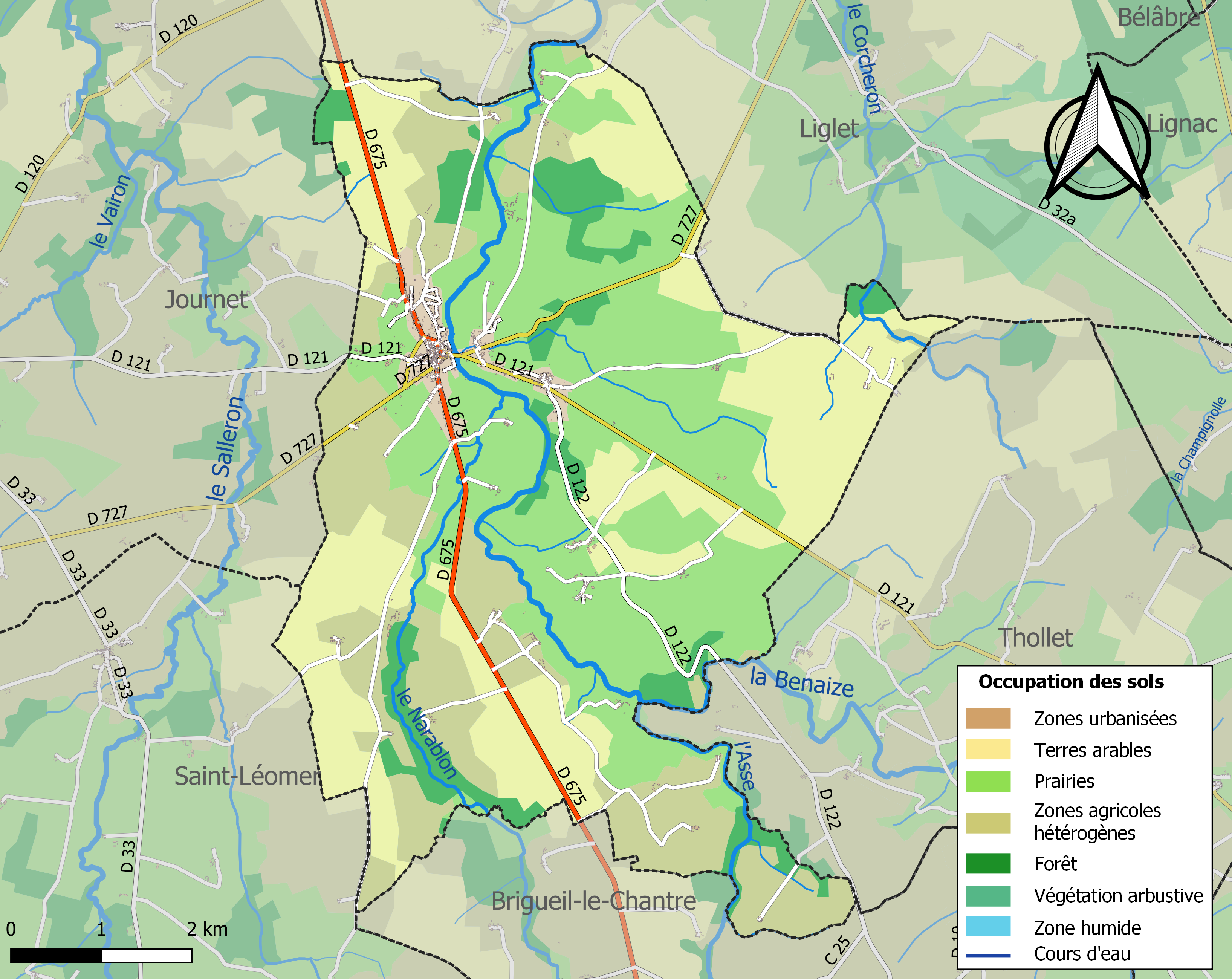
Carte des infrastructures et de l'occupation des sols de la commune en 2018 (CLC).

### Risques majeurs
Le territoire de la commune de La Trimouille est vulnérable à différents aléas naturels : météorologiques (tempête, orage, neige, grand froid, canicule ou sécheresse), mouvements de terrains et séisme (sismicité faible). Il est également exposé à un risque technologique,  le transport de matières dangereuses. Un site publié par le BRGM permet d'évaluer simplement et rapidement les risques d'un bien localisé soit par son adresse soit par le numéro de sa parcelle.

#### Risques naturels

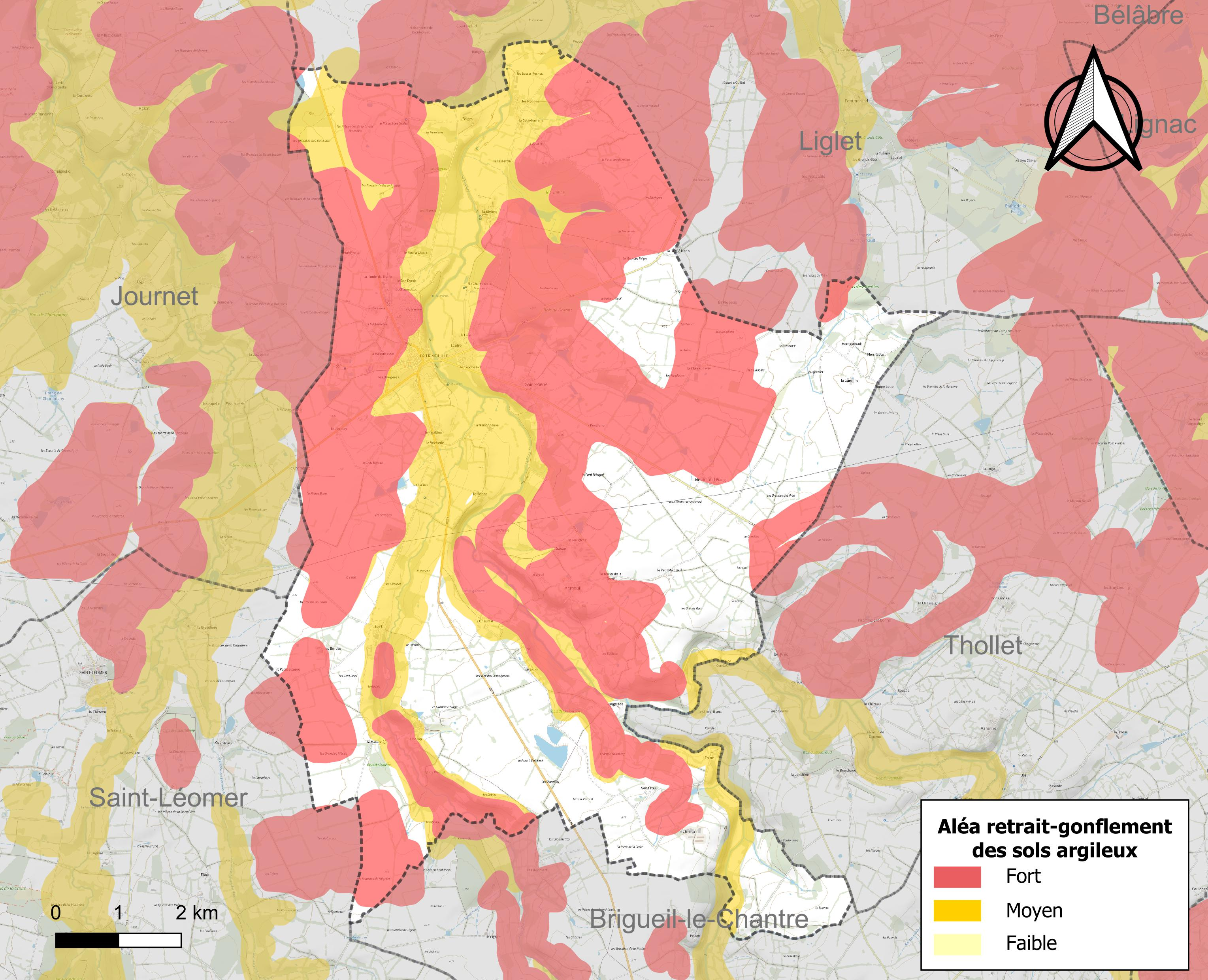
Carte des zones d'aléa retrait-gonflement des sols argileux de La Trimouille.

Les mouvements de terrains susceptibles de se produire sur la commune sont des tassements différentiels. Le retrait-gonflement des sols argileux est susceptible d'engendrer des dommages importants aux bâtiments en cas d’alternance de périodes de sécheresse et de pluie. 68,6 % de la superficie communale est en aléa moyen ou fort (79,5 % au niveau départemental et 48,5 % au niveau national). Depuis le 1er octobre 2020, en application de la loi ÉLAN, différentes contraintes s'imposent aux vendeurs, maîtres d'ouvrages ou constructeurs de biens situés dans une zone classée en aléa moyen ou fort,.
La commune a été reconnue en état de catastrophe naturelle au titre des dommages causés par les inondations et coulées de boue survenues en 1982, 1999, 2006, 2010 et 2016, par la sécheresse en 1996, 2016, 2018 et 2020 et par des mouvements de terrain en 1999 et 2010.

## Histoire
En 1848, avec la révolution française de 1848 et le retour de la République, deux arbres de la liberté sont plantés, place de l’Église et place du champ de foire, le neuf avril.
Durant la Seconde Guerre mondiale, la section locale de la légion française des combattants (association unique d’anciens combattants vichyssoise) est la troisième plus importante de la Vienne, avec 147 adhérents.
La Lyre trimouillaise a été créée en 1906 sous le nom de Lyre ouvrière. Elle est à cette période simple clique, avec tambours et clairons. Ce n’est qu'au début des années 1990, alors devenue Lyre de la Trimouille, qu’elle s’ouvre aux instruments d’harmonie et évolue vers un répertoire plus varié.

## Politique et administration

### Liste des maires
| Période                                  | Période   | Identité                      | Étiquette | Qualité                                                        |
| ---------------------------------------- | --------- | ----------------------------- | --------- | -------------------------------------------------------------- |
| ?                                        | Août 1902 | Claude-Antoine-Jules Butaud   | -         | -                                                              |
| Août 1902                                | 1904      | Louis Alexandre Frilon        | -         | -                                                              |
| 1904                                     | ?         | Jean-Baptiste Octave Bertrand | -         | -                                                              |
| avant 1981                               | ?         | René Charre                   | DVG       |                                                                |
| 1995                                     | 2001      | Hervé Vallet                  | DVD       | Conseiller général (1992-1998 et 2004-2015)                    |
| 2001                                     | 2001      | Jean Maurice Paul Guilbert    | -         | -                                                              |
| 2001                                     | 2003      | Henri Fontaine                | -         | -                                                              |
| 2003                                     | 2008      | Michel Durand                 | -         | -                                                              |
| 2008                                     | 2014      | Régis Chambert                | -         | -                                                              |
| 2014                                     | mai 2020  | Richard Krzyzelewski          |           |                                                                |
| mai 2020                                 | En cours  | Brigitte Abaux                |           | Conseillère départementale du canton de Montmorillon (2015 → ) |
| Les données manquantes sont à compléter. |           |                               |           |                                                                |

### Instances judiciaires et administratives
La commune relève du tribunal d'instance de Poitiers, du tribunal de grande instance de Poitiers, de la cour d'appel  Poitiers, du tribunal pour enfants de Poitiers, du conseil de prud'hommes de Poitiers, du tribunal de commerce de Poitiers, du tribunal administratif de Poitiers et de la cour administrative d'appel  de  Bordeaux,  du tribunal des pensions de Poitiers, du tribunal des affaires de la Sécurité sociale de la Vienne, de la cour d’assises de la Vienne.

### Services publics
Les réformes successives de La Poste ont conduit à la fermeture de nombreux bureaux de poste ou à leur transformation en simple relais. Toutefois, la commune a pu maintenir le sien.

## Démographie
L'évolution du nombre d'habitants est connue à travers les recensements de la population effectués dans la commune depuis 1793. Pour les communes de moins de 10 000 habitants, une enquête de recensement portant sur toute la population est réalisée tous les cinq ans, les populations de référence des années intermédiaires étant quant à elles estimées par interpolation ou extrapolation. Pour la commune, le premier recensement exhaustif entrant dans le cadre du nouveau dispositif a été réalisé en 2004.

En 2022, la commune comptait 863 habitants, en évolution de −4,54 % par rapport à 2016 (Vienne : +0,6 %, France hors Mayotte : +2,11 %).
| 1793 | 1800 | 1806 | 1821  | 1831  | 1836  | 1841  | 1846  | 1851  |
| ---- | ---- | ---- | ----- | ----- | ----- | ----- | ----- | ----- |
| 752  | 813  | 990  | 1 120 | 1 284 | 1 339 | 1 422 | 1 664 | 1 736 |

| 1856  | 1861  | 1866  | 1872  | 1876  | 1881  | 1886  | 1891  | 1896  |
| ----- | ----- | ----- | ----- | ----- | ----- | ----- | ----- | ----- |
| 1 919 | 1 943 | 1 842 | 1 845 | 1 858 | 1 910 | 1 810 | 1 797 | 1 842 |

| 1901  | 1906  | 1911  | 1921  | 1926  | 1931  | 1936  | 1946  | 1954  |
| ----- | ----- | ----- | ----- | ----- | ----- | ----- | ----- | ----- |
| 1 766 | 1 813 | 1 678 | 1 481 | 1 449 | 1 372 | 1 373 | 1 308 | 1 255 |

| 1962  | 1968  | 1975  | 1982  | 1990  | 1999  | 2004 | 2006 | 2009 |
| ----- | ----- | ----- | ----- | ----- | ----- | ---- | ---- | ---- |
| 1 255 | 1 275 | 1 257 | 1 243 | 1 130 | 1 023 | 987  | 960  | 977  |

| 2014 | 2019 | 2022 | - | - | - | - | - | - |
| ---- | ---- | ---- | - | - | - | - | - | - |
| 901  | 859  | 863  | - | - | - | - | - | - |

En 2008, selon l’Insee, la densité de population de la commune était de 23 hab./km2, contre 61 hab./km2 pour le département, 68 hab./km2 pour la région Poitou-Charentes et 115 hab./km2 pour la France.
La diminution de 7 % de la population de la commune de 1999 à 2006 s’intègre dans une évolution générale à l’ensemble des communes rurales du département de la Vienne. Les zones rurales perdent de leurs habitants au profit d’une vaste région circonscrite autour des deux grandes métropoles du département : Poitiers et Châtellerault, et plus particulièrement au profit des cantons limitrophes de la préfecture.

## Économie

### Agriculture
Selon la direction régionale de l'Alimentation, de l'Agriculture et de la Forêt de Poitou-Charentes, le nombre d'exploitations est identique sur la période 2000-2010.
Les surfaces agricoles utilisées ont augmenté de 32 % et sont passées de 3 243 hectares en 2000 à 4 297 hectares en 2010. Ces chiffres indiquent une concentration des terres sur un nombre identique, ici exceptionnel, d’exploitations. Cette tendance est conforme à l'évolution constatée sur tout le département de la Vienne puisque de 2000 à 2007, chaque exploitation a gagné en moyenne 20 hectares.
25 % des surfaces sont destinées à la culture des céréales (blé tendre essentiellement mais aussi orges et maïs), 9 % pour les oléagineux (colza et tournesol), moins de 1 % pour les protéagineux, 37 % pour le fourrage et 24 % reste en herbes.
Neuf exploitations en 2010 (contre sept en 2000) abritent un élevage de bovins en forte expansion (3 282 têtes en 2010 contre 1 306 têtes en 2000). C’est un des troupeaux de bovins les plus importants de la Vienne qui rassemblent 48 000 têtes en 2011.
Douze exploitations en 2010 comme en 2000 abritent un élevage d'ovins en extension (7 773 têtes en 2010 contre 5 850 têtes en 2000). Cette évolution du cheptel est à l'inverse de la tendance globale du département de la Vienne. En effet, le troupeau d’ovins, exclusivement destiné à la production de viande, a diminué de 43,7 % de 1990 à 2007.
Un petit élevage de volailles est apparu durant cette décennie : 178 têtes réparties sur quatre fermes en 2010.

### Industrie
De 1963 à 2006, le principal employeur du village était l'usine Aubade, qui employait une cinquantaine de personnes. Maintenant, le plus gros employeur est une entreprise de charpente-couverture qui emploie au moins cinquante employés ; voir mairie de La Trimouille et liste des artisans.

## Culture locale et patrimoine

### Lieux et monuments

#### Équipement culturel
- L'île aux Serpents[30]
- L'Atelier des Collectionneurs : depuis mai 2011 les anciens locaux de l'entreprise Aubade accueillent un musée associatif[31], consacré aux collections, jouets anciens, biberons, phonographes[32].

#### Patrimoine civil
- Le château de la rivière.

#### Patrimoine religieux
- L'église Saint-Pierre a été construite entre 1843 et 1846. Son chœur est voûté en cul-de-four. Il est ample et éclairé par cinq fenêtres en plein cintre. La base du mur est tapissée de lambris de chêne dont le bois a été offert par des réfugiés alsaciens et lorrains à la fin de la Seconde Guerre mondiale en remerciement de leur accueil par les habitants de La Trimouille. Mais l'église est surtout intéressante pour son bénitier. Il daterait de l'époque gallo-romaine ou du Haut Moyen Âge. Ce serait une ancienne pile à mil. En effet, au Moyen Âge, après l'abandon de la culture du mil, il aurait été transformé en cuve baptismale. Sa partie supérieure est octogonale, rappelant la forme des baptistères paléochrétiens. Le chiffre 8 est un symbole de Résurrection et de vie éternelle. Une feuillure creusée dans la pierre permet de poser un couvercle en bois qui protège l'eau des souillures. Cette cuve placée sous le porche de l'église sert aujourd'hui de bénitier. L'église abrite aussi un sarcophage en bâtière de la fin du XIVe siècle ou du début du XVe siècle, ainsi qu'une Vierge à l'Enfant polychrome du XVIIe siècle. Elle est inscrite à l'Inventaire général du patrimoine culturel[33].

#### Patrimoine naturel
La commune abrite deux zones naturelles d'intérêt écologique, faunistique et floristique (ZNIEFF) :
- la vallée du Corchon, qui est aussi un espace naturel qui bénéficie des protections issues d'engagements internationaux relevant de la directive habitats-faune-flore ;
- la vallée du Salleron.

##### La vallée du Corchon
La vallée du Corchon est un site classé zone naturelle d'intérêt écologique, faunistique et floristique (ZNIEFF). Il comprend l’ensemble du réseau hydrographique du Corchon qui est  un petit affluent de la Benaize. Il s’agit d’une petite rivière de région bocagère, aux eaux d’excellente qualité, à fond de sédiments fins (sables et limons), alimentée par de nombreux petits ruisseaux  qui prennent leur source au sein des prairies et des landes couvrant les coteaux riverains.
L’intérêt biologique du site qui justifie son classement et sa protection  réside dans la présence importante de la Lamproie de Planer qui est un poisson menacé de disparition  dans toute l’Europe. La Lamproie de Planer exige des eaux de très bonne qualité et des sédiments à granulométrie moyenne à grossière pour vivre et se reproduire. De nos jours, les principales menaces sur cet environnement  fragile sont : un ralentissement anormal du courant  qui modifierait  le tri mécanique des sédiments, ou une pollution chimique (toxiques, métaux lourds) ou organique (eutrophisation par surcharge des eaux en nutriments provoquant une pullulation d’algues et une réduction de l’oxygène dissous). La création d’étangs destinés à la pêche le long du cours du Corchon constitue un risque important du aux vidanges des étangs qui pourraient transférer des maladies aux lamproies, qui réchaufferait l’eau de la rivière et qui pourrait introduire des espèces piscicoles exotiques. De même, la transformation des prairies naturelles du bassin versant en cultures céréalières intensives pourrait avoir d’importantes répercussions sur la balance trophique et sédimentaire des eaux (apport d’engrais et de produits phytosanitaires), voire, en cas d’irrigation, sur les débits en période d’étiage.

##### La vallée du Salleron
La vallée du Salleron est un site classé zone naturelle d'intérêt écologique, faunistique et floristique (ZNIEFF). Le site intègre une grande partie du cours de la rivière qui est  un affluent de l’Anglin ainsi que ses affluents. Le Salleron est une petite rivière d’eaux vives avec une forte dénivellation depuis ses sources jusqu’à la confluence avec l’Anglin. Ses eaux sont de bonne qualité et bien oxygénées. Son lit est riche en sédiments grossiers (sables et graviers). Son bassin versant est à dominante forestière et bocagère et il est encore peu touché par l’intensification agricole.
Comme pour la vallée du Corchon, l’intérêt biologique du site qui justifie son classement et sa protection, réside dans la présence importante de la Lamproie de Planer qui est un poisson menacé de disparition  dans toute l’Europe. Les menaces qui pèsent sur son environnement sont les mêmes que pour la vallée du Corchon.
La présence d’une petite population de Cistude d'Europe, une espèce de tortue, est un autre facteur important justifiant la protection du site. Cette tortue aquatique connaît en effet un déclin alarmant dans toute l’Europe de l’Ouest, victime de la disparition des zones humides ou de leur fragmentation, de la dégradation de la qualité des eaux et de l’introduction d’espèces exotiques telles que la tortue de Floride, les écrevisses américaines,ou les ragondins.

### Personnalités liées à la commune
- Octave Bernard (1844-1904), conseiller à la Cour de cassation puis procureur général de Paris, conseiller général du canton de 1895 à 1901, propriétaire de la villa des Chaumettes à La Trimouille, y est mort en 1904.
- Robert Buchet (1922-1974), dit Bubu, qui est né à La Trimouille, était l'une des figures les plus pittoresques du sport automobile.
- Rachel Khan (1976-....), actrice, écrivaine et conseillère politique française, dont la grand mère maternelle Henriette Lucienne Renard est originaire de La Trimouille depuis de nombreuses générations (fin XVIIIème siècle).

### Héraldique
| Blason | Blasonnement : D'or au chevron de gueules, accompagné de trois aigles couronnées d'azur, becquées et membrées de gueules. Commentaires : La ville ne semble pas avoir possédé d'armes en propre, mais on rapporte les armes primitives de la maison de La Trémoïlle. |